# Egnsteater
Et egnsteater defineres som et professionelt producerende teater, der er beliggende uden for storbykommunerne København, Frederiksberg, Odense, Aarhus og Aalborg.
For at blive et egnsteater skal et teater opfylde en række betingelser: Det skal have et fast spillested, være lokalt forankret, være finansieret helt eller delvis af en eller flere kommuner og producere mindst to produktioner årligt. Den kommunale støtte til et egnsteater bliver delvis dækket af staten, som i 2025 refunderede 38 % af kommunernes driftsudgifter til teatrene.
Med indvielsen af Vendsyssel Teaters bygning i 2017 var det første gang i 100 år, at man havde opført en ny teaterbygning i provinsen.

## Liste over egnsteatre
I 2025 var der 28 godkendte egnsteatre i Danmark:
- Baggårdteatret (Svendborg)
- Bellevue Teatret (Klampenborg)
- Bornholms Teater
- Egnsteatret i Vordingborg Kommune
- Dansk Rakkerpak (Næstved)
- Den Ny Opera (Esbjerg)
- HamletScenen (Helsingør)
- Herning Ny Teater
- Himmerlands Teater (Hobro)
- Holstebro Teater
- Ishøj Teater
- Kolding Egnsteater
- Limfjordsteatret (Nykøbing Mors)
- Mungo Park Allerød
- Nordisk Teaterlaboratorium/Odinteatret (Holstebro)
- Nørregade Teatret (Maribo)
- Odsherred Teater (Nykøbing Sjælland)
- Opera Hedeland (Hedehusene/Roskilde)
- Operaen i Midten (Holstebro)
- Parkteatret (Frederikssund)
- Sjællands Teater  (Holbæk og Nykøbing Sjælland)
- Syddjurs Egnsteater (Rønde)
- Teater Vestvolden (Hvidovre)
- Teatret Masken (Nykøbing Falster)
- Teatret Møllen (Haderslev)
- Teatret OM (Ringkøbing)
- Aaben Dans Productions (Roskilde)
- Exit Stage (Viborg)